# Carissa Yip
Carissa Shiwen Yip (Boston, 10 september 2003) is een Amerikaanse schaakster en winnaar van het Amerikaans vrouwenkampioenschap in 2021 en 2023. In september 2019 was ze de hoogst genoteerde schaakster in de VS en de jongste schaakster die een partij won van een grootmeester, ze deed dat op tienjarige leeftijd. In juni 2019 werd ze grootmeester bij de vrouwen (WGM). In oktober 2019 werd ze de jongste Amerikaanse in de geschiedenis die de titel Internationaal Meester behaalde.

## Jeugdjaren en schaakcarrière
Carissa Shiwen Yip werd op 10 september 2003 geboren in Boston. Haar vader Percy Yip (Pinyin: Yè Péizhào) kwam uit Hong Kong, haar moeder Irene Yip (geboren Cheng, Pinyin: Chéng Huálín) kwam uit het binnenland van China.
Op zesjarige leeftijd leerde ze van haar vader schaken, binnen zes maanden wist ze hem te verslaan. Ze werd de beste 8 jaar oude schaakster in de VS. In 2013 werd ze op 10-jarige leeftijd de jongste schaakster in de geschiedenis die zich kwalificeerde voor de USCF-titel "Expert" (rating >2000), en in 2015 werd ze op 11-jarige leeftijd de jongste vrouwelijke nationaal meester.
In juni 2014, ze was toen 10 jaar oud, werd ze met de score 7-0 clubkampioen van de Wachusett schaakclub in Fitchburg, Massachusetts.
Op 30 augustus 2014 won ze op het New England Open toernooi voor de eerste keer een partij van een grootmeester, dit was Alexander Ivanov. Met de leeftijd 10 jaar, was ze de jongste schaakster die ooit een partij won van een grootmeester.
Yip nam in 2016 voor het eerst deel aan het vrouwenkampioenschap schaken van de VS; ze eindigde als 9e van de 12 deelnemers, met de score 4½ pt. uit 11. In 2017 werd ze op dit toernooi 11e, met 4 pt. uit 11. In 2019 werd ze 8e, met 4½ pt. uit 11. In juni 2018 behaalde Yip haar laatste benodigde norm voor de titel Internationaal Meester bij de vrouwen (WIM), haar eerste norm voor de titel grootmeester bij de vrouwen (WGM), en haar eerste norm voor de titel Internationaal Meester (IM) door ongedeeld en zonder verliespartij met 7 pt. uit 9 het toernooi Charlotte Chess Center's Summer 2018 IM Norm invitatietoernooi te winnen, dat werd gehouden in Charlotte, North Carolina. In juli 2018, werd ze juniorenkampioen van de VS bij de meisjes, met de score of 7 pt. uit 9, en won ze ook het World Open toernooi voor vrouwen. In juni 2019 won ze met 8½ pt. uit 9 het Noord-Amerikaans juniorenkampioenschap voor meisjes, dat werd gehouden  in Charlotte, North Carolina, en verkreeg daarmee de titel grootmeester bij de vrouwen (WGM). Vervolgens won ze met 7½ pt. uit 9 het VS-juniorenkampioenschap voor meisjes van 2019. Hiermee verdiende ze een invitatie voor het VS-vrouwenkampioenschap van 2020. In 2020 werd Yip opnieuw VS-juniorenkampioen bij de meisjes, opnieuw met de score 7½ pt. uit 9, en werd tweede op het VS-vrouwenkampioenschap met de score 8 pt. uit 11, een ½-punt achter Irina Krush. In 2023 werd Yip gedeeld derde op het VS-juniorenkampioenschap voor meisjes.
Haar resultaat op de SPICE Cup in 2019, waar ze 5 pt. uit 9 behaalde, maakte haar de jongste Amerikaanse vrouw die de titel Internationaal Meester behaalde. FIDE reikte deze titel aan haar uit in februari 2020.
In 2021 nam Yip deel aan de Wereldbeker schaken (FIDE) voor vrouwen, een toernooi met 103 deelneemsters, dat werd gehouden in Sotsji, Rusland. Ze was geplaatst als 28e en won van Sharmin Sultana Shirin en Nataliya Buksa voordat ze in ronde 3 werd uitgeschakeld door Nana Dzagnidze. Yip won in 2021 in St. Louis het vrouwenkampioenschap van de VS, met de score 8½ pt. uit 11, 1½ punt meer dan de nummer 2, en won daarbij haar partij tegen vier voormalige vrouwelijke toernooiwinnaars: Irina Krush, Anna Zatonski, Nazí Paikidze, en Sabina Foisor. Ze was daarmee de eerste vrouw die op een VS-vrouwenkampioenschap haar partij won tegen vier voormalige vrouwenkampioenen.
Carissa Yip maakte deel uit van het Amerikaans vrouwenteam bij de 44e Schaakolympiade in 2022; het team eindigde als vierde.
In 2023 kwalificeerde ze zich voor de Wereldbeker schaken voor vrouwen, won haar match in de eerste ronde, maar werd in de tweede ronde uitgeschakeld. Eveneens in 2023 werd Yip tweede op het FIDE-Wereldkampioenschap voor junioren in de categorie meisjes. Op 17 oktober 2023 won Yip het vrouwenkampioenschap van de VS, met de score 8.5 pt. uit 11.

## Opleiding
Yip studeerde in 2022 af aan de Phillips Academy en ging vervolgens studeren aan de Stanford University.

## Deelname aan een spelshow op televisie
Yip en haar voormalige tegenstandster in het schaken Irina Krush namen deel aan een speciale aflevering op prime time van The Price Is Right, uitgezonden op 18 januari 2023. Yip kwam niet verder dan de deelnemers-rij, terwijl Krush een prijs-schatting-spel won.

## Externe koppelingen
- (en)   Informatie over schaakpartijen van Carissa Yip op ChessGames.com
- (en)   Informatie over schaakpartijen van Carissa Yip op 365chess.com
- (en)  FIDE-ratinggegevens voor Carissa Yip